# Lingua dei segni australiana
La lingua dei segni australiana (AUSLAN, Australian Sign Language) è una lingua dei segni sviluppata spontaneamente da bambini sordi in numerose scuole in Australia. Da non confondere con la lingua dei segni aborigena australiana, che non ha nulla a che fare con l'AUSLAN.